# 화양산 황단
화양산 황단은 대한민국 전라북도 진안군 주천면 대불리, 화양산 정상에 있다. 수당 이덕응이 천·지·인 삼극에 대한 제사를 지내기 위해 설단한 곳으로, 현재까지 황단제가 이어지고 있다.
2016년 12월 28일 진안군의 향토문화유산(유형) 제20호로 지정되었다.

## 개요
화양산 황단은 진안군 주천면 대불리 화양산 정상에 있다. 1919년에 수당 이덕응(李德應, 1866~1949)이 순종의 윤허를 받아 '천(天)', '지(地)', '인(人)' 삼극(三極)을 모시는 황단을 세웠다. 그후 매년 8월 그믐 정오에 황실의 안녕과 국태민안을 기원하는 제사를 올렸다. 전국에서 유일하게 설단된 황단으로 현재까지 100년째 이덕응의 후손과 제자, 그리고 뜻있는 인사들에 의해 유지되어 그 전통이 이어지고 있다.
이덕응은 본관은 전주이며 덕흥대원군의 후손이다. 호는 수당(守堂)이며 서울 남산골에서 출생하였다. 조부는 사헌부 이지평, 부는 동몽교관 이희식, 연재 송병선의 문인이며, 간재 전우와 교유가 있었다. 일찍이 궁내부 판임관을 지냈으나, 1910년 경술국치를 당하자 벼슬을 버리고 진안으로 내려와 주천면 대불리에 화양도원(華陽道院)을 열고 후진양성에 힘썼다. 그러던 중 1919년 고종 황제의 승하 소식을 듣고 화양산에 올라 통곡했고, 그후 3년 동안 매월 초하루와 보름에 제자들과 더불어 이곳에서 망곡(望哭)했다.
국운을 되살리고자 화양봉·선암봉·제천봉·천황봉(이상 전북), 두문봉·파초봉·유제봉(이상 충남) 등 7개소에 황단을 설치할 것을 상소한 바, 순종 황제가 이를 받아들여 고종 황제 어진을 하사하고 이덕응을 삼극사(三極使)로 임명, 제를 지내도록 했다.
이덕응 등은 3극인 천극(天極, 옥황상제), 지극(地極, 공자), 인극(人極, 고종 황제) 등 3위에 3극 축송 홀기(三極祝頌笏記)를 갖추어 매년 8월 제사를 올리며 자주 독립을 염원했다. 화양산 황단은 가로 2m, 세로 1m, 높이 0.6m의 단을 쌓고 그 위에 화강암의 돌판을 올려놓았다. 매년 고종 황제의 승하일인 음력 8월 29일 정오에 화양산 정상에 설치된 황단에서 성인례(聖人禮)에 따라 생쌀과 생고기, 생과일, 소채를 올려 제를 올리고 있다. 제례는 유·불·선(儒·彿·仙) 3도(道)를 통합한 독특한 예식을 취하고 있다.

## 같이 보기
- 이덕응 초상 - 전라북도 유형문화재 제224호